# Grube Jacobus
Jacobus (auch Jakobus bzw. aufgrund häufiger Wassereinbrüche auch Nasser Jakob genannt) war eine Grube in Helgersdorf bei Netphen im Siegerland.

## Geschichte
Landwirt Johannes Schwunk aus Salchendorf erschürfte 1856 die Grube. Das Oberbergamt Bonn verlieh am 5. Januar 1858 die Bergwerksrechte auf Blei-, Kupfer-, Zink- und Eisenerze für eine Feldgröße von 25 Quadratlachter. Die neu gegründete Gewerkschaft beinhaltete neben Schwunk Jakob Hudel aus Siegen, Bürgermeister Daniel Schmidt, Lehrer August Stiehl und Johannes Hudel (alle aus Rittershausen) sowie neben Anton Thielmann aus Straßebersbach und Joseph Nell aus Helgersdorf auch Heinrich Hudel aus Frohnhausen und Jakob Grübener aus Flammersbach. Ab 1866 gehörte auch Friedrich Müller aus Ernsdorf dazu. Es wurden 128 Stammanteile (Kuxe) ausgegeben. Repräsentiert wurde die Gewerkschaft anfangs durch Jakob Grübener, später (ab 1866) durch Friedrich Müller. 1881 wurde die Grube stillgelegt und soff ab. Die 15 PS starke Lokomobile (erste Dampfmaschine des Amtes Netphen), die Pumpen und alle weiteren Gerätschaften wurden veräußert.
Die häufigen Besitzerwechsel lassen vermuten, dass die Grube nicht mit Gewinn bewirtschaftet wurde.
Ab 1879 wurde die Grube mehrfach verkauft:
1. 1879 an J. Urban aus Diez an der Lahn
2. 1891 an Franz Joseph Heymann aus Diez
3. 1898 Heinrich Ley aus Irmgarteichen und Eduard Büdenbender aus Anzhausen (1891 wurde Gastwirt August Wurm aus Siegen als Mitgesellschafter aufgenommen)#
4. 1932 an Fa. Heinrich Schneider aus Frankfurt

Die Grubenanteile verteilten sich 1932 folgendermaßen: Heinrich Ley aus Irmgarteichen 25 6/10 Kuxe, Heinrich Wummersbach aus Siegen 4 4/10 Kuxe, Erich Schneider aus Frankfurt 66 Kuxe und Heinrich Schneider aus Frankfurt 32 Kuxe. In den Jahren nach 1914 fand nur wenig Abbau statt und die Grube ersoff erneut. Am 14. November 1933 wurde die Grube zwangsversteigert und Ernst Lersch aus Niederdielfen erhielt den Zuschlag für 840 Reichsmark. Dieser verkaufte die Grube an W. Schuppert aus Frankfurt weiter, der die Grube am 10. September 1937 wieder in Betrieb nahm, jedoch die Restsumme des Kaufpreises, Stromkosten und Löhne nicht bezahlen konnte. Die Förderung endete endgültig mit dem Ende der Stromlieferung am 27. November 1937. Im Zweiten Weltkrieg diente der alte Stollen den Helgersdorfern als Luftschutzbunker bei Luftangriffen. Nach Kriegsende wurde die Grube durch die Gemeinden Salchendorf und Helgersdorf 1950 aufgekauft und fand als Wassergewinnungsanlage für beide Gemeinden Verwendung.

## Fördermengen
| Jahr | Bleierz |
| ---- | ------- |
| 1858 | 59 Ztr  |
| 1859 | 31 Ztr  |
| 1871 | 101 Ztr |

## Belegschaftsmitglieder
- 1871: 30 Belegschaftsmitglieder[1]